# Emil Zubin
Emil Zubin, slovensko-italijanski nogometaš, * 18. september 1977, Koper.
Zubin je nekdanji profesionalni nogometaš, ki je igral na položaju napadalca. Celotno kariero je igral za italijanske nižje-ligaške klube, pri katerih je v 24-letni karieri skupno odigral 582 prvenstvenih tekem in dosegel 271 golov.